# Объединённая база
Объединённая база (англ. Joint base) — тип военных баз в Вооружённых силах США используемых одновременно несколькими видами вооружённых сил. Это практика возникла в 1993 году в период реформирования военных баз (Base Realignment and Closure), в результате которой были созданы межвидовые базы в Уиллоу-Грув (штат Пенсильвания) и Форт-Уэрте (штат Техас). В 2005 году 26 баз были слиты в 12 и переименованы в Объединённые базы.

## Список
1. Анакостия — Боллинг (Joint Base Anacostia-Bolling, под контролем ВМС) — слияние военно-морской базы Анакостия и авиабазы Буллинг в округе Колумбия.
2. Эндрюс (Joint Base Andrews, под контролем ВВС) — слияние авиабазы Эндрюс с военно-морской базой Вашингтон в штате Мэриленд.
3. Чарлстон (Joint Base Charleston, под контролем ВВС) — слияние авиабазы Чарлстон с военно-морской базой Чарлстон в штате Южная Каролина.
4. Эльмендорф — Ричардсон (Joint Base Elmendorf-Richardson, под контролем ВВС) — слияние авиабазы Эльмендорф с базой СВ Форт-Ричардсон в штате Аляска.
5. Лэнгли — Юстис (Joint Base Langley-Eustis, под контролем ВВС) — слияние авиабазы Лэнгли с базой СВ Форт-Юстис в штате Виргиния.
6. Льюис — Маккорд (Joint Base Lewis-McChord, под контролем СВ) — слияние базы СВ Форт-Льюис с авиабазой Маккорд в штате Вашингтон.
7. Макгвайр — Дикс — Лейкхёрст (Joint Base McGuire-Dix-Lakehurst, под контролем ВВС) — слияние авиабазы Макгвайр, базы СВ Форт-Дикс и инженерной станции морской авиации Лейкхёрст в штате Нью-Джерси.
8. Майер — Хендерсон-Холл (Joint Base Myer-Henderson Hall, под контролем СВ) — слияние базы СВ Форт-Майер и базы КМП Хендерсон-Холл в штате Виргиния.
9. Пёрл-Харбор — Хикэм (Joint Base Pearl Harbor-Hickam, под контролем ВМС) — слияние военно-морской базы Пёрл-Харбор с авиабазой Хикэм на Гавайях.
10. Сан-Антонио (Joint Base San Antonio, под контролем ВВС) — слияние авиабаз Рэндольф, Локланд, Келли-Филд-Эннекс и базы СВ Форт-Сам-Хьюстон в штате Техас.
11. Литтл-Крик — Форт-Стори (Joint Expeditionary Base Little Creek-Fort Story, под контролем ВМС) — слияния морской амфибийной базы Литтл-Крик и базы СВ Форт-Стори в штате Виргиния.
12. Марианас (Joint Region Marianas, под контролем ВМС) — слияние авиабазы Андерсен и военно-морской базы Гуам на острове Гуам.